# Onthophagus muticifrons
Onthophagus muticifrons är en skalbaggsart som beskrevs av S. Endrödi 1973. Onthophagus muticifrons ingår i släktet Onthophagus och familjen bladhorningar. Inga underarter finns listade i Catalogue of Life.